# 浙江省诸暨中学
29°43′17.16″N 120°14′03.01″E / 29.7214333°N 120.2341694°E
浙江省诸暨中学，簡稱诸暨中学，浙江省绍兴市诸暨市的一所中学，于1912年由首任校长边甘堂在毓秀书院的基础上建立。前身最早可以追溯到始创于清乾隆21年（1761年）的毓秀书院。1981年被列为省重点中学，1995年被认定为省首批一级重点中学。

## 大事记
- 2012年10月5日上午，在学校大操场隆重举行“浙江省诸暨中学建校100周年庆典大会”。[2]

- 2014年全国高中排行榜中排名90，浙江省第8位。

- 2017年高考中，王雷捷同学获得全省第一名。[3]

## 知名校友
- 赵忠尧：著名物理学家、中科院院士
- 徐逸樵，前全国政协常委、著名社会活动家
- 何增禄：著名物理学家、中科院院士
- 杨佩瑾：江西省文联主席、当代作家
- 何占豪：中国音乐家协会理事
- 何东昌：前国家教委副主任
- 钱君匋：金石书画家